# Mistr iluze
Mistr iluze je americký dramatický televizní seriál z policejního prostředí. Jeho tvůrcem je Chris Fedak. Seriál produkují společnosti Berlanti Productions, Quinn's House a Warner Bros. Television. Stanice ABC objednala pilotní díl v lednu roku 2017 a celý seriál o pár měsíců později, v květnu. Premiérový díl byl odvysílaný dne 11. března 2018. Dne 11. května 2018 stanice oznámila zrušení seriálu po první odvysílané řadě.

## Děj
Lasvegaský iluzionista Cameron Black se přidává k řešení zločinů k FBI poté, co jeho kariéra kouzelníka byla zruinovaná skandálem.

## Obsazení

### Hlavní role
- Jack Cutmore-Scott jako Cameron Black, iluzionista, který pracuje pro FBI, také jako Jonathan Black, Cameronovo dvojče
- Ilfenesh Hadera jako Kay Daniels, agentka FBI
- Amaury Nolasco jako Mike Alvarez, agent FBI, fanoušek kouzel
- Lenora Crichlow jako Dina Clark, Cameronova producentka, maskérka
- Justin Chon jako Jordan Kwon, Cameronův pomocník
- Laila Robins jako agentka Deakins, speciální agentka FBI
- Vinnie Jones jako Gunter Gastafsen, Cameronův pomocník

### Vedlejší role
- Stephanie Corneliussen jako záhadná žena z Cameronovy minulosti
- Alexandra Lenarchyk jako mladá dívka
- Naren Weiss jako Dekker
- Evan Parke jako Winslow
- Billy Zane jako Switch
- Tanc Sade jako Lance Bauer

### Hostující role
- Brett Dalton jako Isaac Walker, agent CIA[4]
- Brandon Williams jako Sebastian Back

## Produkce
Pilotní díl byl objednán stanicí ABC dne 19. ledna 2017, následovala objednávka první řady o pár měsíců později, v květnu. Pilotní díl byl promítán na Comic-Conu v San Diegu.

### Natáčení
Produkce pilotního dílu byla zahájena v březnu roku 2017 a natáčelo se v New Yorku. Zbytek první řady se začal natáčet v září roku 2017 a skončilo v únoru roku 2018.

## Seznam dílů
| Č. v seriálu | Původní název            | Český název            | Režie            | Scénář                           | Premiéra v USA  | Premiéra v ČR   | Sledovanost v USA (v milionech diváků) |
| ------------ | ------------------------ | ---------------------- | ---------------- | -------------------------------- | --------------- | --------------- | -------------------------------------- |
| 1            | Pilot                    | Bouda                  | David Nutter     | Chris Fedak                      | 11. března 2018 | 11. dubna 2019  | 5,93                                   |
| 2            | Forced Perspective       | Úhel pohledu           | Michael Lehmann  | Chris Fedak                      | 18. března 2018 | 18. dubna 2019  | 3,97                                   |
| 3            | Escapology               | Eskapologie            | Mike Smith       | Elizabeth Peterson               | 25. března 2018 | 18. dubna 2019  | 3,86                                   |
| 4            | Divination               | Šťastné znamení        | Kevin Tancharoen | Kai Yu Wu                        | 1. dubna 2018   | 25. dubna 2019  | bude oznámeno                          |
| 5            | Masking                  | Kamufláž               | Silver Tree      | Nelson Greaves                   | 8. dubna 2018   | 25. dubna 2019  | bude oznámeno                          |
| 6            | Black Art                | Black Art              | Rob Seidenglanz  | Sam Sklaver                      | 22. dubna 2018  | 2. května 2019  | bude oznámeno                          |
| 7            | Sacrifice 99 to Fool One | Hra                    | Rob Hardy        | John A. Norris                   | 24. dubna 2018  | 2. května 2019  | bude oznámeno                          |
| 8            | Multiple Outs            | Mnoho cest k úniku     | Glen Winter      | Bryan Malone                     | 29. dubna 2018  | 9. května 2019  | bude oznámeno                          |
| 9            | Getting Away Clean       | Iluze smrti            | Michael Lehmann  | Joe Peracchio                    | 6. května 2018  | 9. května 2019  | bude oznámeno                          |
| 10           | The Unseen Hand          | Corvus Vale            | Lexi LaRoche     | Cesar Mazariegos                 | 13. května 2018 | 16. května 2019 | bude oznámeno                          |
| 11           | Loading Up               | Redbird                | Carol Banker     | John A. Norris a Nelson Greaves  | 20. května 2018 | 16. května 2019 | bude oznámeno                          |
| 12           | Code Act                 | Kdo je William Archer? | Dermott Downs    | Brynn Malone a Sam Sklaver       | 27. května 2018 | 23. května 2019 | bude oznámeno                          |
| 13           | Transposition            | Poslední trik          | Michael Lehmann  | Chris Fedak a Elizabeth Peterson | 27. května 2018 | 23. května 2019 | bude oznámeno                          |